# 경방필백화점
경방필백화점은 대한민국의 운영했던 백화점이다.
1994년 8월 31일 서울 영등포구 영중로 15(현 영등포 타임스퀘어)에 개점하여, 2007년 12월 27일 신세계에 이관되어 위탁경영으로 체결되었다. 현재 신세계가 사업권을 인수하여 타임스퀘어하고 신세계백화점으로 운영하고 있다.